# Wołokołamskaja
Wołokołamskaja (ros. Волоколамская) – stacja moskiewskiego metra linii Arbacko-Pokrowskiej. Nazwana od pobliskiej ulicy Wołokołamskoje Szosse. Położona w rejonie Mitino w północno-zachodnim okręgu administracyjnym Moskwy. Wyjścia prowadzą na ulice Nowotuszynskij Projezd, Carikow Pereułok i Piatnickoje Szosse.

## Wygląd
Stacja jest trzykomorowa, jednopoziomowa, posiada jeden peron oraz dwa westybule zbudowane na planie trójkąta. Stacja wydaje się większa poprzez sufit na wysokości 8m (celem było zmniejszenie obciążenia na sufit), szerokie arkady pomiędzy kolumnami oraz większe odstępy między nimi (9m, standardowo 6m). Wykończenie zrobiono z marmuru i granitu.